# 鈴木彩香
鈴木 彩香（すずき あやか、1989年9月30日 - ）は、日本の女子元ラグビーユニオン選手。神奈川県横浜市出身。ワスプス・レディース所属。

## 経歴
汐入小学校で3年時に近所の公園でタグラグビーと出会い、翌年よりYC&ACで本格的に取り組む。寛政中学校では陸上部に所属しつつラグビーを続けるが、地元の名門で後に進学することになる関東学院大学OBによるシニアチーム「釜利谷クラブ」に移籍。同じく7人制日本代表の山口真理恵は小・中学校の同級生で親友。
その後、鶴見高校に進学し、陸上競技で全国大会に出場するなど活躍。一度はラグビーから遠ざかった。しかし、7人制U-23日本代表のセレクションに呼ばれて合格し、2007年の香港セブンズに出場。
関東学院大学に進学後、アジア女子ラグビー大会に出場する15人制日本代表に選出される。また、7人制フル代表にも選ばれる。
2009年より7人制フル代表に定着。7人制ワールドカップにも出場。また、2010年に行われる15人制ワールドカップのアジア予選でも代表に選出された。
2010年、7人制日本代表の主将に就任。
2012年、立正大学大学院に進学。現在立正大学ラグビー部の女子コーチを務めている。
2016年1月8日、埼玉県警熊谷署の一日署長を務めた。女子ラグビーが五輪競技になったリオ五輪で活躍した。
2017年、女子ラグビーワールドカップ2017の15人制女子日本代表に選ばれた。
2020年、ワスプス・レディースに加入。相手選手の肩があごに当たって脳振盪を起こし、頭痛が続く中で「ラグビーの後に続く人生も考えねば」と考えるようになった。
2022年6月、女子ラグビーの普及と選手の人生の充実をめざす「WOMEN’S RUGBY COMMUNITY」を設立した。9月、ラグビーワールドカップ2021の女子日本代表に選ばれた。年末に結婚した。
2023年1月17日、現役引退を発表。2日後の19日にて引退会見を行い、「好きで続けてきて、ラグビー人生を悔いなく終われた。これからは普及・発展を最大限にやっていきたい。」と述べている。